# 곤살로 플라타
곤살로 호르디 플라타 히메네스(스페인어: Gonzalo Jordy Plata Jiménez, 2000년 11월 1일 ~ )는 에콰도르의 축구 선수로 현재 카타르 스타스 리그의 알사드에서 윙어로 활약하고 있다.